# Stylochaeton puberulum
Stylochaeton puberulum là một loài thực vật có hoa trong họ Ráy (Araceae). Loài này được N.E.Br. miêu tả khoa học đầu tiên năm 1901.